# Mauisaurus
Mauisaurus là một chi thằn lằn cổ rắn, được Hector mô tả khoa học năm 1874.